# Marque-page (informatique)
Pour l’article homonyme, voir Marque-page.
En informatique, un marque-page ou favori ou encore signet est une marque qui sert à retrouver une position dans un document ou un site web, ou tout simplent un site favori que l'on range dans un dossier thématique pour le retrouver facilement. Les sites favoris "SNCF" ou  "Transiien" seront par exemple rangé dans un dossier thématique Transports".
Les favoris du navigateur Chrome, le plus utilisé en Europe, se présentent sous la forme d'une barre tout en haut de la fenêtre lorsqu'on clique sur l'icône de ce navigateur. Elle située sous la 1ère barre, qui liste toutes les fenêtres ouvertes dans ce navigateur, une par site et sous la 2e qui donne l'adresse du site de la fenêtre en consultation immédiate.
C'est employé de façon similaire à un marque-page utilisé avec un livre pour retrouver la page à laquelle la lecture avait été interrompue. On trouve les signets aussi dans les logiciels de traitement de texte ou les navigateurs web.

## Traitement de texte
Le marque-page des traitements de texte est la version électronique du marque-page papier expliqué ci-dessus. Il s'agit d'une fonctionnalité permettant de garder en mémoire le numéro de page désiré afin de pouvoir y accéder ultérieurement. Une fonctionnalité équivalente existe pour certains environnements de développement intégré qui permet de marquer une ligne du code source afin de pouvoir y accéder ultérieurement.

## Navigation internet

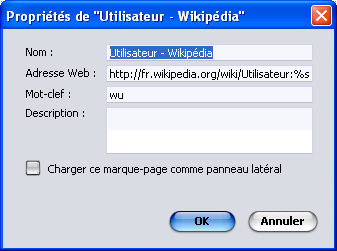
Propriété d'un marque-page du logiciel Mozilla Firefox.

Connu également sous les noms de bookmark, favori ou signet, le marque-page électronique des navigateurs internet permet à son utilisateur de mettre en mémoire une adresse web de la forme marque-page afin de pouvoir y revenir ultérieurement. Ces marque-pages peuvent également être sauvegardés et partagés dans des sites web spéciaux tels del.icio.us ou Navyga.com. Google propose aussi un service de favoris centralisé.

## Marque-page social (Social bookmarking)
Initiés par des sites web tels delicious ou diigo, les marque-pages sociaux permettent à un utilisateur de sauvegarder ses pages favorites directement sur les serveurs du site de marque-page social. L'utilisateur ne classe pas ses favoris via un système d'arborescence, mais grâce au recours des tags (ou marqueurs). L'aspect social de ces sites se justifie par le fait que par défaut, les marque-pages de chaque utilisateur sont visibles par tout le monde. On peut ainsi, en faisant une recherche sur les tags, rechercher les sites web les plus populaires dans une catégorie, ou voir les domaines de préférence (et d'expertise) d'une personne par l'observation de son nuage de tags.